# Translucidité
Un matériau est dit translucide s'il laisse passer la lumière sans permettre de distinguer nettement les objets, en raison de multiples réfractions anisotropes des rayons lumineux. Ils se distinguent des matériaux transparents, qui laissent passer la lumière et permettent de distinguer les objets, et des matériaux opaques qui absorbent ou réfléchissent les rayons lumineux.

## Exemples de matériaux translucides
- papier huilé
- corne
- albâtre
- gypse
- verre dépoli
- céramique
- cire
- peau humaine
- papier calque